# Нанко, Сара
Са́ра На́нко (англ. Sarah Nanko; 2 июня 1997, Лос-Анджелес, Калифорния, США) — американская актриса.

## Биография
Сара Нанко родилась в Лос-Анджелесе (штат Калифорния, США) в семье бразильского, нигерийского и немецкого происхождения.
Театральный дебют Сары состоялся в 1999 году, когда ей было всего лишь два года, но активно сниматься в кино и на телевидении она начала в 2004 году. Часто снимается в рекламных роликах. Снялась в многочисленных студенческих фильмах для AFI, USC и Университета Чепмена. Появилась в различных индустриальных и образовательных видеороликах.

## Фильмография
| Год  |     | Русское название                                 | Оригинальное название                       | Роль                        |
| ---- | --- | ------------------------------------------------ | ------------------------------------------- | --------------------------- |
| 2004 | кор | Пальмарехо                                       | Palmarejo                                   | Негги                       |
| 2004 | ф   | Дневники принцессы 2: Как стать королевой        | The Princess Diaries 2: Royal Engagement    | женевский ребёнок           |
| 2005 | кор | Жертва                                           | Sacrifice                                   | Нечистая                    |
| 2005 | с   | Клиент всегда мёртв                              | Six Feet Under                              | Анжелика                    |
| 2005 | ф   |                                                  | Animal Wow: Dogs Wow Dogs                   | Девочка, кормящая собаку    |
| 2005 | кор | Мой задний двор был горой                        | My Backyard Was A Mountain                  | Негги                       |
| 2005 | кор | Пустота                                          | Empty                                       | Синди                       |
| 2006 | кор | Выйти замуж за Бога                              | Marrying God                                | Девочка на первом причастии |
| 2006 | кор | Джейни                                           | Janie                                       | Ребёнок на детской площадке |
| 2006 | кор | МакПассион                                       | The McPassion                               | Дочь в машине               |
| 2007 | с   | Всё о нас                                        | All of Us                                   | Чирлидерша                  |
| 2007 | ф   | Уловки Норбита                                   | Norbit                                      | Ребёнок Дейона № 3          |
| 2007 | ф   | Глаз видит меня                                  | Eye See Me                                  | Марселин Боджи              |
| 2008 | кор | Сны Анджелины                                    | Angelina Dreams                             | Маленькая девочка           |
| 2009 | ф   | Пожелания ангела: путешествие духовного целителя | Angel Wishes: Journey of a Spiritual Healer | Тип в 6-летнем возрасте     |
| 2009 | с   | Опасная женщина                                  | Dangerous Women                             | Студентка                   |
| 2009 | ф   |                                                  | Boppin' at the Glue Factory                 | Ребёнок Джо № 1             |
| 2009 | кор | Торговля                                         | Trafficking                                 | Консуэло                    |